# Josh Bolt
Pour les articles homonymes, voir Bolt.
Joshua Ryan Bolt, connu sous le diminutif Josh Bolt (né  le 2 mai 1994  à Liverpool) est un acteur anglais.

## Filmographie partielle

### Cinéma
- 2009 : The Be All and End All de Bruce Webb
- 2009 : Nowhere Boy de Sam Taylor-Johnson

### Télévision
- 2011 : Just Henry de David Moore (téléfilm)
- 2013 : Scott & Bailey (série télévisée) (1 épisode)
- 2013 : Last Tango in Halifax (série télévisée) (5 épisodes)